# 直居靖人
直居 靖人（なおい やすと）は、日本の医師（内分泌•乳腺外科）。 日本初の多遺伝子診断法による乳癌術後再発予測法の開発者として知られる。 京都府立医科大学教授（内分泌・乳腺外科学）。外科代表教授。医学博士。京都市伏見区出身。

## 来歴
- 京都府城陽市立深谷小学校、東大寺学園中学校・高等学校卒業。
- 1999年、大阪大学医学部医学科卒業。
- 2000年、箕面市立病院外科。
- 2003年、吹田市民病院外科。
- 2009年、大阪大学大学院医学系研究科博士課程修了（医学博士）。
- 2012年、大阪大学医学部助教・乳腺内分泌外科学教室。
- 2020年、大阪大学医学部講師・乳腺内分泌外科学教室。
- 2021年、大阪大学医学部准教授・乳腺内分泌外科学教室。大阪大学医学部附属病院病院教授。
- 2022年、京都府立医科大学内分泌・乳腺外科学教授。
- 2023年、京都府立医科大学外科代表教授

## 資格
- 医学博士
- 日本乳癌学会指導医
- 日本乳癌学会専門医（乳腺専門医）
- 日本外科学会指導医
- 日本外科学会専門医

## 受賞
- 2020年4月  科研費 基盤研究C, 文部科学省
- 2017年3月  アストラゼネカ財団研究助成, アストラゼネカ財団
- 2016年4月  科研費 基盤研究C, 文科省
- 2016年2月  中谷医工計測技術振興財団研究助成, 中谷医工計測技術振興財団
- 2014年7月  大阪大学総長奨励賞, 大阪大学
- 2013年4月  科研費 基盤研究C, 文科省
- 2011年6月  日本乳癌学会研究奨励賞, 日本乳癌学会
- 2010年4月  科研費 基盤研究C, 文科省

## 論文
- Validation of the prognosis of patients with ER‑positive, HER2‑negative and node‑negative invasive breast cancer classified as low risk by Curebest™ 95GC Breast in a multi‑institutional registry study.   Oncology letters 25(5) 209-209 2023年5月
- Burow's Triangleを応用したRotation Flap法による乳房温存術   日本外科学会定期学術集会抄録集 123回 VL-1 2023年4月
- 臨床的リンパ節転移陰性症例に対して術前化学療法後にセンチネルリンパ節生検を施行した症例の長期予後 日本乳癌学会総会プログラム抄録集 30回 PD3-3 2022年6月
- 乳癌原発巣におけるESR1遺伝子変異の高感度検出   日本乳癌学会総会プログラム抄録集 30回 EP1-5 2022年6月
- 症例特異的遺伝子変異を標的としたセンチネルリンパ節転移診断法の開発   日本乳癌学会総会プログラム抄録集 30回 EP4-31 2022年6月
- Stage4乳癌における原発巣pCRの意義についての検討   日本乳癌学会総会プログラム抄録集 30回 EP6-47 2022年6月
- A case of sternal osteomyelitis during treatment with everolimus for recurrent breast cancer SURGICAL CASE REPORTS 8(1) 2022年1月
- 乳癌における液性免疫の活性化   日本癌治療学会学術集会抄録集 59回 O1-4 2021年10月
- Comparison of the multigene panel test and OncoScan™ for the determination of HER2 amplification in breast cancer   Oncology Reports 46(4) 2021年10月
- 形態病理と分子病理の新たな展望 分子病理としての遺伝子発現プロファイルを用いた多遺伝子アッセイの開発   日本乳癌学会総会プログラム抄録集 29回 14-14 2021年7月
- ゲノム研究に伴うSecondary Findings(遺伝性乳癌)への対応   
日本乳癌学会総会プログラム抄録集 29回 13-13 2021年7月
- 免疫関連遺伝子による術前化学療法感受性予測モデルの前向き検証   日本乳癌学会総会プログラム抄録集 29回 17-17 2021年7月
- 骨吸収マーカーを用いた骨再発予測   日本乳癌学会総会プログラム抄録集 29回 71-71 2021年7月
- 高悪性度乳癌にみられる血管擬態を標的とする新規治療法の開発 日本乳癌学会総会プログラム抄録集 29回 107-107 2021年7月
- 妊孕性温存およびRRSO施行時期に関して検討を要したHBOC乳癌症例の報告と当院での取り組み 日本乳癌学会総会プログラム抄録集 29回 52-52 2021年7月
- 乳房温存術および広範囲皮膚切除を伴う乳房切除術におけるThoraco-epigastric flapの応用 日本乳癌学会総会プログラム抄録集 29回 13-13 2021年7月
- Aesthetic utility of addition of nipple-areola recentralization to rotation flap according to nipple tumor distance for patients with lower-outer or upper-inner located breast cancers. Journal of plastic, reconstructive & aesthetic surgery : JPRAS 74(7) 1629-1632 2021年7月
- A 95-gene signature stratifies recurrence risk of invasive disease in ER-positive, HER2-negative, node-negative breast cancer with intermediate 21-gene signature recurrence scores  Breast Cancer Research and Treatment 2021年6月15日
- Prediction of pathological complete response after neoadjuvant chemotherapy in breast cancer: comparison of diagnostic performances of dedicated breast PET, whole-body PET, and dynamic contrast-enhanced MRI. Breast cancer research and treatment 188(1) 107-115 2021年3月  査読有り
- Determining homologous recombination deficiency scores with whole exome sequencing and their association with responses to neoadjuvant chemotherapy in breast cancer. Translational oncology 14(2) 100986-100986 2021年2月  査読有り

## その他
- WS-8-3 95-gene classifier (95GC)による乳癌の再発リスクの予測(WS-8 ワークショップ(8)乳癌のMolecular Portraitsと治療への応用,第114回日本外科学会定期学術集会)   日本外科学会雑誌 115(2) 220-220 2014年3月5日
- SY-10-KL 乳癌個別化治療を目指した分子診断法の開発(SY シンポジウム,第113回日本外科学会定期学術集会)   日本外科学会雑誌 114(2) 134-134 2013年3月5日
- 腹膜播種陽性スキルス胃癌に対する治療方針の検討(食道・胃・十二指腸28, 第60回日本消化器外科学会総会)   日本消化器外科学会雑誌 38(7) 1217-1217 2005年7月1日
- 十二指腸腺扁平上皮癌の1例(食道・胃・十二指腸42, 第60回日本消化器外科学会総会)   日本消化器外科学会雑誌 38(7) 1269-1269 2005年7月1日
- PPS-3-109 上部消化管穿孔保存的治療の電子クリニカルパス(CP)運用上の安全性をいかに確保するか?(胃クリニカルパス) 日本消化器外科学会雑誌 37(7) 1298-1298 2004年7月1日
- 29.当院における穿孔性十二指腸潰瘍保存的療法のクリニカルパスまでの取り組み(穿孔性十二指腸に対する胃温存療法)(第32回胃外科・術後障害研究会)   日本消化器外科学会雑誌 36(9) 1348-1348 2003年9月1日
- 大腸癌術前検査(鏡視下手術)におけるmultidetector-row(MD)CTの検討   日本外科学会雑誌 104 408-408 2003年4月30日
- 8列Multi Detector-row CTを使用したCT-Colonographyによる大腸隆起性病変の診断   日本外科学会雑誌 104 407-407 2003年4月30日
- 電子化クリニカルパス(CP)が外科診療に与える利点と問題点   日本外科学会雑誌 104 525-525 2003年4月30日
- PP-1-205 切除不能・再発大腸癌に対するCPT-11/5'DFUR併用化学療法の認容性の検討 : 第I相臨床試験   日本消化器外科学会雑誌 35(7) 1079-1079 2002年7月1日
- OP-1-087 上部消化管穿孔に対する保存的治療の検討と経済効果について   日本消化器外科学会雑誌 35(7) 939-939 2002年7月1日
- PP-2-223 肝胆膵手術後の合併症発生時の治療方針 : 自験例における検討   日本消化器外科学会雑誌 35(7) 1187-1187 2002年7月1日
- 上部消化管穿孔に対する保存的治療へのクリニカルパス導入の検討   日本外科学会雑誌 103 263-263 2002年3月10日

## 書籍等出版物
- 多遺伝子診断法：Multi gene assay. amazon kindle 2024年2月
- 乳癌学 日本臨床   直居靖人 (担当:分担執筆)  日本臨床 2017年4月
- 乳癌の基礎と臨床 改訂版   直居靖人  医薬ジャーナル 2016年9月
- 乳癌診療のための分子病理エッセンシャル   直居靖人  南山堂 2016年6月
- Curebest™ 95GC Breast のご紹介   直居靖人  シスメックス株式会社 2013年12月
- がんの浸潤 転移 -臨床と基礎-   直居靖人  南山堂 2011年10月
- 病理診断プラクティス 乳癌   直居靖人  中山書店 2011年9月